# 亀渕友香
亀渕 友香（かめぶち ゆか、本名：亀渕 捷子〈かめぶち かつこ〉、1944年〈昭和19年〉11月3日 - 2017年〈平成29年〉10月22日）は、日本のゴスペル歌手、ボイストレーナー、女優。

## 略歴
1944年、北海道札幌市に生まれ、そのすぐ後に一家は転居し江東区深川のベニヤ工場で育つ。3学年上の兄はニッポン放送の名物DJで後に同社社長・相談役を歴任した亀渕昭信。叔母はジャズシンガーだった。兄と共にその叔母の影響を受け、アメリカの流行歌を子守唄代わりに聴いていた。
小学校の時、マヘリア・ジャクソン出演映画『真夏の夜のジャズ』を観て、その歌声に衝撃を受け涙を流す。以来サッチモ、ゴールデン・ゲイト・カルテット、アレサ・フランクリンなど、ゴスペルミュージシャンをヒーロー＆ヒロインとし、ブルース、ジャズ、アフリカン音楽に至るまでの黒人音楽を聴きながら成長。
東京声専音楽学校オペラ科に在学中にミュージカルに出演しプロとして活動を開始し、大学は中退し1968年にR&Bグループ「リッキー&960ポンド」のボーカルとしてデビューする。1980年、米国人と結婚のため渡米。1987年に帰国し離婚後、音楽活動を再開。ジャズライブ、ミュージカル、映画音楽、テレビ出演などの活動をしながら、ボイストレーナーとしても多くのミュージシャンを手がける。1993年、ゴスペルを主とするコーラスグループ「亀渕友香&VOJA(The Voices of Japan)」を結成。その後もライヴ、コンサート活動、アーティスト楽曲コーラス、TVバックコーラス、小中高校での芸術鑑賞会、特別支援学校（養護学校）でのライヴなど、幅広く活動してきた。2008年には「第1回・野口英世アフリカ賞」の授賞式および記念晩餐会で、上皇明仁・上皇后美智子夫妻や歴代の内閣総理大臣、アフリカ各国の大統領や国王の前で演奏。2009年より、ソロライヴ活動を再開。ジャズスタンダードや、アコースティック編成など様々なジャンルでライヴ活動を行った。
1998年から2006年まで「VOJAコーラスアカデミー」の学長を務めた。2007年には名称を変え、「VOJA Voice Art College」を開校し学長を務めた。
2004年12月にはJ-POPグループの「DEEN」とのコラボレーション楽曲を完成させ、ヒットとなる。2007年3月には、1974年3月に発売されたファースト・ソロ・アルバム「Touch Me, Yuka」が紙ジャケットCDにて限定生産ながら復刻された。
ボイストレーナーとして指導したミュージシャンには杏里、山下久美子、久保田利伸、大黒摩季、MISIA、SPEED、倖田來未、MAX、小沢健二、和田アキ子、平松愛理、研ナオコ、平井堅、持田香織、和央ようか、米倉涼子、観月ありさ、田中ロウマらがいる。
2014年頃に肝細胞がんを患い、闘病中に腰椎や胸椎を骨折しつつも活動を続けてきたが、2017年10月22日午前2時、肝細胞癌により神奈川県川崎市内の病院で死去。

## 作品

### シングル
- 降ればどしゃぶり / 命が三つあったなら（ポリドール、DR-1824）
- ジグザグ（酔いどれ天使のポルカ） / ひとりぼっちのトランプ（1975年、キティ・レコード、DKQ-1023）
- ジュエル（1991年9月30日）
  - 少年隊の東山紀之とのデュエットシングル

### アルバム
| 発売日         | レーベル                                   | 規格           | 規格品番      | アルバム                                            | 備考                         |
| -------------- | ------------------------------------------ | -------------- | ------------- | --------------------------------------------------- | ---------------------------- |
| 1974年3月      | ポリドール                                 | LP             | MR-5040       | Touch Me, Yuka                                      |                              |
| 1978年         | キティ・レコード                           | LP             | MKF-1030      | Touch Me, Yuka                                      |                              |
| 2007年3月9日   | DISK UNION                                 | CD（紙ジャケ） | PROA-85       | Touch Me, Yuka                                      |                              |
| 1978年         | キティ・レコード                           | LP             | MKF-1029      | BACK STAGE                                          |                              |
| 2013年6月26日  | Light Mellow's Picks x Tower to the People | CD             | PROT-1073     | BACK STAGE                                          | 2013年デジタル・リマスター盤 |
| 1983年         | ポリドール                                 | LP             | 28MX-2069     | CLASSICS                                            |                              |
| 2001年6月21日  | ビクター                                   | CD             | VICG-60451    | JOY - JOY with 亀渕友香名義                         |                              |
| 2017年11月29日 |                                            | CD             |               | JOY - JOY with 亀渕友香名義                         |                              |
| 2002年7月24日  | ビクター                                   | CD             | VICG-60531    | DEDICATION / デディケイション - 亀渕友香 & VOJA名義 |                              |
| 2005年8月7日   | ACS Records                                | CD             | ACSR-60001    | きずな - 亀渕友香 & VOJA名義                        |                              |
| 2007年11月21日 | ビクター                                   | CD             | VICG-60681    | THE BEST OF GOSPEL - 亀渕友香 & VOJA名義            |                              |
| 2009年11月21日 | ビクター                                   | CD             | NARP-8002     | 神様がくれた愛のみち - 亀渕友香 & VOJA名義          |                              |
| 2012年9月8日   | BIGMAMA                                    | CD             | BIGMAMAN-0001 | みちしるべ                                          |                              |
| 2014年7月23日  | Athena Records                             | CD             | ARCL-1002     | 古稀 -modernism-                                    |                              |
| 2014年11月3日  | Athena Records                             | CD             | ARCL-1003     | 古稀 -edutainment-                                  |                              |
| 2018年1月17日  | キングレコード                             | CD             | KICS-3674     | 亀渕友香ベスト 思想のはなびら 〜私の心の指針〜      |                              |

### ビデオ
| 発売日        | レーベル    | 規格 | 規格品番   | タイトル                                                   |
| ------------- | ----------- | ---- | ---------- | ---------------------------------------------------------- |
| 2001年6月21日 | CROWN BOOKS | VHS  | CRVY-30082 | 亀渕友香のゴスペルを歌おうVol.1〜ゴスペル風に歌ってみよう  |
| 2001年6月21日 | CROWN BOOKS | VHS  | CRVY-30083 | 亀渕友香のゴスペルを歌おうVol.2〜「OH HAPPY DAYS」を歌おう |
| 2001年6月21日 | CROWN BOOKS | VHS  | CRVY-30084 | 亀渕友香のゴスペルを歌おうVol.3〜「AMAZING GRACE」を歌おう |

## 出演

### テレビドラマ
- 荒野の素浪人 第2シリーズ 第7話「怒号の刃」（1974年、NET）
- 傷だらけの天使 第21話「欲ぼけオヤジにネムの木を」（1975年、日本テレビ）
- 大江戸捜査網
  - 第204話「替え玉脱獄作戦」（1975年、東京12ch） - お富 役
  - 第179話「命を賭けた いかさま稼業」（1977年） - おやす
  - 第180話「殺し屋 雨に散る」（1977年） - おやす
- 遠山の金さん 杉良太郎版 第94話「命乞い」（1977年、NET / 東映） - 女郎 おたね
- 土曜ワイド劇場「家政婦は見た!16・名門ファッションデザイナー家族の乱れた秘密」（1997年、テレビ朝日）
- ムー一族 第23話 - 寺の住職夫人

### 映画
- ボクサー（1977年）
- 上海異人娼館 チャイナ・ドール（1981年）
- Aサインデイズ（1989年）
- 女がいちばん似合う職業（1990年）

### その他
- からだであそぼ 「たのもう」のコーナー（2007年）
- 音楽チャンプ（2017年6月30日、テレビ朝日）